# Municipio de Jefferson (condado de Coshocton)
El municipio de Jefferson (en inglés: Jefferson Township) es un municipio ubicado en el condado de Coshocton en el estado estadounidense de Ohio. En el año 2010 tenía una población de 1500 habitantes y una densidad poblacional de 21,97 personas por km².

## Geografía
El municipio de Jefferson se encuentra ubicado en las coordenadas 40°20′27″N 82°2′23″O / 40.34083, -82.03972. Según la Oficina del Censo de los Estados Unidos, el municipio tiene una superficie total de 68.26 km², de la cual 68,18 km² corresponden a tierra firme y (0,11 %) 0,08 km² es agua.

## Demografía
Según el censo de 2010, había 1500 personas residiendo en el municipio de Jefferson. La densidad de población era de 21,97 hab./km². De los 1500 habitantes, el municipio de Jefferson estaba compuesto por el 97,73 % blancos, el 0,47 % eran afroamericanos, el 0,13 % eran amerindios, el 0,47 % eran asiáticos, el 0,13 % eran de otras razas y el 1,07 % eran de una mezcla de razas. Del total de la población el 0,47 % eran hispanos o latinos de cualquier raza.